# Le cose che cambiano - Le cose che restano
Le cose che cambiano - Le cose che restano è il quinto album in studio di B-nario, pubblicato il 25 marzo 2016 da Believe Digital.

## Il disco
Anticipato dal singolo Lettera di un serial killer, che racconta del morboso rapporto tra un serial killer di donne ed un Ispettore di Polizia, entrato in rotazione radiofonica a partire dall'11 marzo 2016, Le cose che cambiano - Le cose che restano presenta trenta brani in due CD. Il primo CD Le cose che cambiano conta 12 nuovi brani inediti, mentre nel secondo, Le cose che restano, sono presenti brani storici della band re-arrangiati. Massimo Zoara, leader della band, ha tenuto un concerto di presentazione dell'album a Milano il 21 marzo 2016 ai Magazzini Generali.

## Videoclip
Per la promozione dell'album è stato realizzato il videoclip del brano Lettera di un serial killer affidato alla regia di Michele Pastrello. Il cupo videoclip mette in scena, sconfinando nell'horror, il difficile testo della canzone, cioè una testimonianza in soggettiva di una mente criminale.

## Tracce
CD1 Le cose che cambiano
1. Le cose che cambiano
2. Non sono Cenerentola
3. Il figlio che non ho
4. Come mio amore
5. Soltanto un'idea
6. Lettera di un serial killer
7. Mai
8. Mentre ti stavo aspettando
9. Uno di noi
10. Scusate il ritardo
11. Una frase scontata
12. Appena posso

CD2 Le cose che restano
1. Milly
2. Metto su un CD
3. C'è
4. Tra me e te
5. Nuova Generazione
6. Sono fatte così
7. Stanotte
8. Senza soldi
9. Meglio da soli
10. Battisti
11. Dal cuore alla testa
12. Notte senza donne
13. Passeggiando col mio cane
14. Non cambieremo mai
15. Fosse per me
16. Splendida così
17. Quando sarò grande
18. La musica che piace a noi